# سيفيرو فرنانديز
سيفيرو فرنانديز (بالإسبانية: Severo Fernández Alonso Caballero)‏ (و. 1849 – 1925 م) هو سياسي من بوليفيا . تولى منصب رئيس بوليفيا .
وهو عضو في Conservative Party .